# Bernard Castagnède
Pour les articles homonymes, voir Castagnède.
Bernard Castagnède, né le 7 novembre 1944 à Caudéran (Gironde), est un homme politique français.

## Détail des fonctions et des mandats
Mandat parlementaire
- 19 juillet 1994 - 19 juillet 1999 : Député européen

## Décoration
- Officier de la Légion d'honneur Il est promu officier par décret du 30 décembre 2016[1]. Il était chevalier du 25 mars 1992.